# Jaco Pastorius
Jaco Pastorius, pseudonimo di John Francis Anthony Pastorius III (Norristown, 1º dicembre 1951 – Fort Lauderdale, 21 settembre 1987), è stato un bassista, compositore e produttore discografico statunitense di jazz, fusion e funk, annoverato tra i più grandi bassisti di tutti i tempi e tra le figure simbolo del genere fusion.
Suonava generalmente un basso elettrico fretless, ma sul palco aveva anche un basso con tasti. Nonostante la brevità della sua carriera, ha determinato una rivoluzione totale: col suo stile particolare è riuscito a caratterizzare il basso come solista e ridefinire il ruolo del basso elettrico, suonando simultaneamente melodie, accordi, armonici ed effetti percussivi. Per numerosi bassisti anche non jazz (dal pop al rock) è un importante punto di riferimento.

## Biografia

### Origini
Jaco nacque il 1º dicembre 1951 a Norristown in Pennsylvania, primogenito di Jack Pastorius, di origini tedesche, e di Stephanie Haapala, di origini finlandesi. Il primo musicista in famiglia era stato suo nonno John Francis Pastorius Sr. che nel tempo libero si esibiva come batterista nella banda locale a Bridgeport, una cittadina vicino a Filadelfia.
Il padre di Jaco, Jack, seguì le orme del nonno iniziando a suonare la batteria in giovane età. Fece il musicista per tutta la vita compiendo vari tour in giro per l'America facendo parte di un quartetto jazz per poi stabilirsi nel 1949 a Norristown dove poco tempo dopo nacque Jaco.

### Infanzia
Jack, anche dopo la nascita di Jaco, continuò ad esibirsi in giro per la Pennsylvania e quindi trascorse poco tempo con la famiglia ma nel 1953 e nel 1955 nacquero altri due figli. I ragazzi crebbero in un ambiente in cui la musica era la priorità: il padre quando era a casa insegnava loro come suonare la batteria e a volte li portava con sé ai suoi spettacoli incoraggiandoli a salire sul palco per esibirsi. Jaco era l'unico dei tre fratelli ad essere entusiasta di questa opportunità e cantava brani di Frank Sinatra. Aveva una personalità esuberante e scherzosa, sembrava sempre pronto a esibirsi al pubblico. Questa caratteristica lo accomunava al padre con il quale strinse un ottimo legame.
Alla fine dell'estate del 1959 la famiglia si trasferì in Florida a Fort Lauderdale. Jaco e gli altri fratelli erano felici di questo cambiamento perché adoravano il luogo, guadagnavano distribuendo giornali. I genitori in questo periodo divorziarono a causa delle lunghe assenze per i tour e per la forte dipendenza da alcol del padre; tuttavia Jack cercò di rimanere presente nella vita dei figli, soprattutto in quella di Jaco.
Il soprannome Jaco nacque in questi anni. Fu Jaco stesso ad attribuirselo traendo spunto dal nome del noto arbitro di baseball Jocko Conlan, riadattato in Jaco a causa dell'errore di un suo amico spagnolo che in una lettera utilizzò erroneamente la grafia "Jaco" perché aveva paragonato il nome a quello spagnolo di "Paco". A Jaco piacque e da quel momento decise di utilizzarlo.

### Adolescenza
Jaco frequentò la scuola primaria di St. Clement's Church, si iscrisse alla squadra di baseball ottenendo ottimi risultati. Secondo il fratello Gregory, che lo definì “un gran combattente”, era portato per tutti gli sport.
A dodici anni Jaco, nonostante suonasse già da tempo la batteria, iniziò a suonare (da autodidatta) anche la chitarra prendendola in prestito dal fratello. A tredici anni formò il suo primo gruppo musicale assieme ai suoi compagni di scuola suonando come batterista. Nell'autunno del 1964, quando era iscritto alla scuola superiore Northeast, si fratturò il polso durante un allenamento di football e questo lo costrinse ad abbandonare la batteria perché “picchiavo e sentivo che il polso era come il vetro” .
A quindici anni, ispirato dal bassista di fama locale Kenny Neubauer che Jaco conosceva personalmente, iniziò a suonare il basso elettrico e ne acquistò uno con i soldi ricavati dalla consegna dei giornali. Incominciò a suonare in maniera ossessiva trasformando il soggiorno della casa in una sala prove. Cominciò a esibirsi a Fort Lauderdale rimanendo però sconosciuto. Il suo primo basso era un Fender Jazz Bass del 1960 dotato di potenziometri coassiali. Un Jazz Bass del 1962 fu il suo secondo basso che trasformò in un fretless togliendo i tasti e riempiendo le scanalature con mastice navale per dare al suono una sfumatura vocale.

### L'inizio della carriera musicale
Nell'estate del 1968 Jaco apprese dal bassista Carlos Garcia la tecnica del muting e da Bob Bobbing quella degli armonici artificiali. Nel 1969 creò il suo primo gruppo funky, i "Woodchuck", che riscossero un notevole successo nel sud della Florida.
Nel 1970 si unì ad un gruppo soul chiamato "Tommy Strand & the Upper Hand" e si sposò con Tracy Lee dalla quale ebbe, sempre nello stesso anno, una figlia. Per mantenere la famiglia, dovette aumentare i suoi guadagni e quindi per un periodo lavorò come musicista a bordo di navi da crociera.
Si unì poi ai C.C. Riders, gruppo che offrì a Jaco la sua prima esperienza professionale: la band faceva numerosi tour in tutta America. Jaco suonava circa cinque ore al giorno durante le esibizioni e si esercitava costantemente sul pullman durante gli spostamenti. Quando il capo del gruppo, Brent, nel 1973 si ritirò, Jaco divenne il nuovo capo ma non durò molto e fu costretto a lasciare. Tornò in Florida a suonare in giro per i locali come turnista; nello stesso anno nacque il suo secondo figlio John.
Nel 1974 fece la conoscenza del pianista jazz Paul Bley che lo ingaggiò a suonare per un mese al jazz club di New York. Qui Jaco suonò con un gruppo composto da Bley, dal chitarrista Pat Metheny e dal batterista Bruce Ditmas, registrando l'album Jaco che non riscosse molto successo nell'immediato.
A nome di Pat Metheny e con Bob Moses alla batteria incisero un album, Bright Size Life, per la ECM che oggi è considerato di straordinaria importanza.
Alla fine di quell'estate Jaco conobbe Bobby Colomby il quale gli offrì un contratto discografico con l'etichetta Epic che Jaco firmò nel 1975. Così incise il suo primo album da solista intitolato "Jaco Pastorius". Era stato realizzato con la partecipazione di diversi musicisti tra cui David Sanborn, Lenny White, i fratelli Brecker e Herbie Hancock. Nel brano di apertura "Donna Lee" Jaco afferma in un'intervista “ Non avevo mai sentito prima una linea melodica suonata interamente con il basso ... ... il problema è imparare a far sentire l'armonia originale suonando soltanto il tema. Musicisti come Wayne Shorter, Sonny Rollins, Herbie Hancock lo fanno. Volevo riuscirci anch'io” . Il disco venne pubblicato nel 1976.

### Con i Weather Report

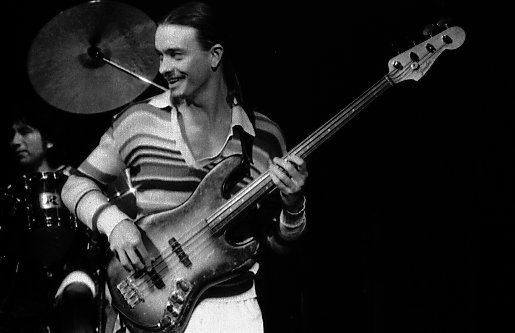
Jaco Pastorius in concerto con i Weather Report nel 1977

Nel 1975 a Miami Jaco incontrò Joe Zawinul, il tastierista dei Weather Report, a cui chiese di poter entrare a far parte del gruppo; presto conobbe anche Donald Byrd, trombettista emergente, che suonò come solista nel celebre brano "The Chicken" durante il live del 1983. Zawinul rifiutò perché aveva già un bassista, ovvero Alphonso Johnson. Nei mesi successivi i due si mantennero comunque in contatto e nel 1976, quando Johnson lasciò il gruppo, Jaco lo sostituì. Joe Zawinul dichiarò «C'era della magia in lui, lo stesso tipo di magia che c'era in Jimi Hendrix... ...Cominciammo a fare il tutto esaurito nelle grandi sale da concerto, ovunque andassimo».
Nel primo anno collaborò nell'album "Black Market" nei brani di "Cannonball" e "Barbary Coast" (composta da Pastorius stesso), imponendo così la sua presenza nel gruppo. Nell'album successivo, "Heavy Weather", Jaco contribuì con due composizioni, occupandosi inoltre del mixer e registrando molte parti strumentali con Zawinul. L'album vendette quattrocentomila copie, diventando disco d'oro, superando quindi il precedente "Black Market". Jaco ottenne molto denaro e l'approvazione della critica.
Intorno al 1977 iniziò a fare uso frequente di droghe e di alcol, perché gli venivano offerti in cambio della sua compagnia da groupies e da altra gente del settore. Continuò a lavorare con il gruppo e nel 1978 fu nominato miglior bassista elettrico dai referendum della critica e dai lettori di "Down Beat". "Mr. Gone", il successivo album dei Weather Report, conquistò il disco d'oro subito dopo la sua uscita.

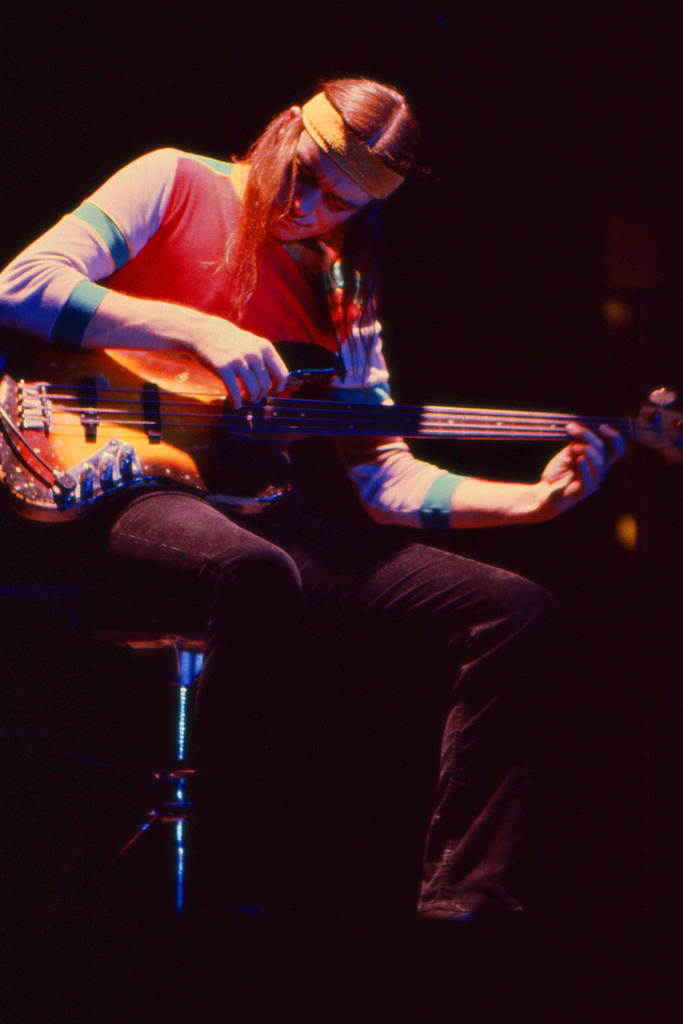
Pastorius nel 1980

Il matrimonio con Tracy finì nel 1978 e la custodia dei figli fu affidata alla moglie. Questo fece peggiorare le dipendenze di Jaco, che cominciò a manifestare una forma di depressione. Nel 1979, al festival Havana Jam, Jaco alzò il volume dell'amplificatore oltre il limite e se ne andò, facendo innervosire il pubblico e i componenti della band. Nacquero ostilità all'interno del gruppo nei confronti di Jaco, perché episodi del genere divennero sempre più frequenti.
Sempre nello stesso anno Jaco si sposò con Ingrid Hornmuller. In seguito realizzò con i Weather Report "8:30" un doppio album, che conteneva le registrazioni del recente tour mondiale. Jaco non si presentò alla prima settimana di prove ma, secondo Michael Brecker, nonostante la situazione le sue prestazioni erano arrivate all'apice della carriera.
All'inizio del 1980 i Weather Report realizzano l'album "Night Passage". Zawinul considera il brano "Three Views of a Secret" il miglior brano mai composto da Jaco. In questo periodo peggiorarono i rapporti con la moglie: Jaco divenne possessivo e le sue dipendenze aumentarono. Durante il tour in Giappone a malapena riuscì a suonare.
Ricevette un contratto con la Warner Bros. per un album da solista, dal titolo "Word of Mouth". Venne affiancato dal tecnico del suono Peter Yianilos. Jaco affrontò un rigido orario di lavoro con i collaboratori Jack DeJohnette, Michael Brecker e Herbie Hancock. Il disco uscì nell'estate del 1981 e venne acclamato dalla critica, vincendo il titolo del Golden Disc Award giapponese come miglior disco jazz dell'anno.
Nonostante questo successo, il suo ruolo nei Weather Report si era ridotto notevolmente e il rapporto con Joe Zawinul era degenerato; così nel 1982 Jaco lasciò il gruppo, sostituito da Victor Bailey.

### La Word of Mouth Big Band
Per la festa del suo trentesimo compleanno Jaco riunì tutti i componenti che avevano partecipato alla realizzazione del suo ultimo album da solista "Word of Mouth"; questo evento informale segnò il debutto della nuova band di Jaco. Il debutto formale però avvenne nel 1982 al Savoy Theatre: fu un successo e la band decise di iniziare un tour in Giappone. Jaco venne nominato miglior bassista jazz dai lettori della rivista "Guitar Players" e artista jazz dell'anno da "Swing Journal".
Con la nascita di due gemelli da Ingrid la salute mentale di Jaco peggiorò notevolmente. Si rifiutò di andare in un centro per disintossicazione e le sue esibizioni divennero sempre più scadenti. Il gruppo subì notevoli sconvolgimenti e nel 1983 la Warner, preoccupata per le condizioni di salute di Jaco, sciolse il contratto. Nel 1984 al Playboy Jazz Festival Jaco alzò il volume dell'amplificatore suonando note fuori dall'armonia; gli altri componenti della band abbandonarono il palco lasciando Jaco a suonare da solo. Bill Cosby, l'allora presidente dell'avvenimento, interruppe il concerto. Jaco in seguito a quell'episodio sciolse la band.

### Gli anni della crisi e la morte

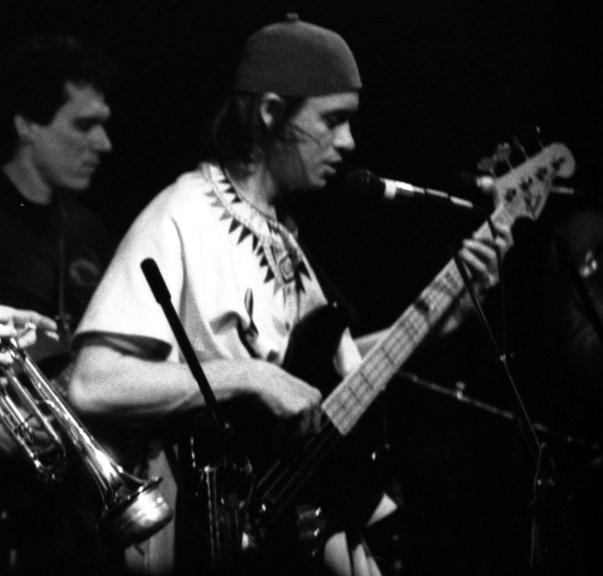
Jaco Pastorius nel 1986

Jaco si recò a New York dove per esibirsi conservò il nome della vecchia band ("Word of Mouth Big Band"), anche se la formazione era completamente diversa e variava da sera a sera. Il comportamento e le condizioni mentali peggiorarono notevolmente a causa dei debiti generati dalle dipendenze, fu sfrattato da casa e interruppe l'attività musicale. Nel 1985 riuscì comunque a partecipare alla realizzazione di un video didattico sull'utilizzo del basso elettrico intitolato "Modern electric Bass" grazie anche al fatto che fu ospitato qualche giorno in un albergo: ciò gli permise di stare lontano dai vizi.
Tuttavia poche settimane dopo Jaco ricadde nella dipendenza, cominciò a mendicare e a molestare i passanti presso Fort Lauderdale; così fu portato al reparto di psichiatria del Bellevue Hospital dove gli venne diagnosticato un disturbo bipolare e dal quale fu dimesso nel settembre del 1986, dopo sei settimane. Ebbe un periodo di ripresa e partecipò a vari tour tra cui quello in Europa, ma la morte dell'amico di liceo Alex Sadkin in un incidente automobilistico lo riportò in crisi.
La sera dell'11 settembre 1987 Pastorius era al Sunrise Musical Theatre di Fort Lauderdale al concerto dell'amico Carlos Santana. Durante l'esibizione, dopo un assolo del suo collega Alphonso Johnson, Pastorius salì sul palco e sollevò la mano del bassista alla maniera degli arbitri di pugilato quando decretano il vincitore di un incontro. Fu però accompagnato all'uscita dagli addetti alla sicurezza, che non lo riconobbero. Pastorius si diresse quindi al Midnight Bottle Club, un locale nella periferia della città. A causa dell'evidente stato di ebbrezza il buttafuori Luc Havan, esperto di arti marziali gli negò l'ingresso . Scoppiò una rissa e quando alle quattro del mattino arrivò la polizia, Jaco era a terra privo di sensi con il viso rivolto verso la pozza del suo sangue. Havan il buttafuori, sostenne di aver spinto Jaco, il quale era caduto battendo la testa. Il verbale della polizia riporta la perdita di conoscenza per un violento trauma cranico.
Immediatamente trasportato al Broward County General Medical Center, Jaco rimase in coma fino al 19 settembre, quando un vaso sanguigno del cervello si ruppe causandogli la morte cerebrale. Il 21 settembre i familiari decisero di interrompere il funzionamento dei macchinari che lo mantenevano in vita. Il battito durò per altre tre ore, fino alle 21:25, quando fu dichiarato il decesso. Il funerale si tenne il 24 settembre a Fort Lauderdale. Havan fu accusato di percosse aggravate e rilasciato con una cauzione di cinquantamila dollari.

## Strumentazione
Lo strumento prediletto da Pastorius era il basso elettrico fretless. Secondo il suo biografo Bill Milkowsky, Pastorius però fu il primo a rimuovere i tasti e riempire i solchi sulla tastiera con mastice per legno e, infine, a rivestire il manico con dieci strati di una resina epossidica marina.

## Cultura di massa
A Jaco Pastorius è dedicata la versione 5.2 della piattaforma software WordPress pubblicata l'8 maggio 2019.
Gli è stato dedicato un film-documento del 2014 chiamato Jaco - the film

## Discografia

### Da solista
- 1974 – Modern American Music … Period! The Criteria Sessions (pubblicato nel 2014)
- 1974 – Jaco (Paul Bley album)
- 1976 - Jaco Pastorius
- 1981 - Word of Mouth
- 1981 - The Birthday Concert (pubblicato nel 1995)
- 1982 - Twins I & II (CD pubblicato nel 1999)
- 1982 - Invitation
- 1982 - Holiday for Pans (pubblicato nel 1993 come bootleg)
- 1986 - Broadway Blues (pubblicato nel 1998)
- 1986 - Honestly Solo Live (pubblicato nel 1990)
- 1986 - Live In Italy (pubblicato nel 1991)
- 1986 - Golden Roads (pubblicato nel 1997)
- 1986 - Heavy'n Jazz (pubblicato nel 1992)
- 1991 - Live in New York City, Volumes 1-7.
- 1999 - Rare Collection (compilation)
- 2003 - Punk Jazz: The Jaco Pastorius Anthology (compilation)
- 2007 - The Essential Jaco Pastorius (compilation)
- 2008 - Legendary Demo & Live Tracks (compilation)
- 2017 - Truth, Liberty & Soul (compilation)

### Con i Weather Report
- 1976 - Black Market, Columbia PC 24099
- 1976 - Heavy Weather, Columbia PC 24099
- 1977 - Mr. Gone, Columbia PC24418
- 1979 - 8:30, Columbia PC2 35358
- 1980 - Night Passage, Columbia JC 36793
- 1982 - Weather Report, Columbia PC 37616
- 1983 - Havana Jam I, Columbia PC2 36053
- 1983 - Havana Jam II, Columbia PC2 36180

### Con i Word of Mouth
- 1981 - Word of Mouth, Warner Bros. BSK 4735

## Collaborazioni

### Con Ira Sullivan
- Ira Sullivan, A&M/Horizon SP-706, 1975

### Con Pat Metheny
- Bright Size Life, ECM Records, 1976

### Con Albert Mangelsdorff
- Trilogue, Live at the Berlin Jazz Days, Pausa PR-7055, 1976

### Con Al Di Meola
- Land of the Midnight Sun, Columbia PC 34074, 1976

### Con Joni Mitchell
- Hejira, 1976
- Don Juan's Reckless Daughter, 1977
- Mingus, 1979
- Shadows and Light, 1980

### Con Airto Moreira
- I'm Fine, How Are You?, Warner Bros. BS 3084, 1977. Jaco appare nel brano Nativity.

### Con Herbie Hancock
- Sunlight, Columbia JC 34907, 1978. Jaco appare nel brano Good Question.
- Mr. Hands, Columbia JC 36578, 1980. Jaco appare nel brano 4 A.M..

### Con Ian Hunter
- All-American Alien Boy, Columbia FC 34142, 1976.

### Con Tom Scott
- Intimate Strangers, Columbia JC 35557, 1978. Jaco appare nel brano Lost Inside the Love of You.

### Con Flora Purim
- Everyday Everynight, Warner Bros. BSK 3168, 1978; Jaco appare in quattro brani: The Hope, Five Four, Blues Ballad e la sua composizione Las Olas.

### Con Cockrell & Santos
- New Beginnings, A&M SP-4712, 1978. Jaco appare nel brano I Tried it All

### Con Michel Colombier
- Michel Colombier, Chrysalis CHR 1212, 1979.

### Con Bob Mintzer
- Source, Agharta C25Y-0035, 1982. Jaco appare in due brani: I Don't Know e Spiral

### Con Randy Bernsen
- Music for Planets, People & Washing Machines, Zebra 5756, 1984. Jaco appare in due brani: Olde Hats e Windsong.
- Mo' Wasabi, Zebra ZEB 5857, 1986. Jaco appare in due brani: Swing Thinge e Califoric.
- Paradise Citizens, Zebra ZEB 42132, 1988. Jaco appare nella title track.

### Con i Deadline
- Down by Law, Celluloid 6122, 1985. Jaco appare nel brano Makossa Soul.

### Con Brian Melvin
- Night Food, Timeless SJP 214, 1985
- Jazz Street, Timeless SJP 258, 1986.
- Nightfood, Global Pacifìc GPD 333, 1986.
- Standards Zone, Global Pacifìc R2 79335, 1986. Pubblicato postumo nel 1990.

### Con Jimmy Cliff
- Cliff Hanger, Columbia CK 40002, 1985. Jaco appare nel brano Brown Eyes.

### Con Mike Stern
- Upside Downside, Atlantic 81656-1, 1986. Jaco appare nel brano Mood Swings.

### Con Bireli Lagrene
- Stuttgart Aria, Jazzpoint JP 1019, 1986.
- Live in Italy, Jimco JIM-0068, 1986.